# Dystrykt Aileu
Dystrykt Aileu – jeden z 13 dystryktów Timoru Wschodniego, znajdujący się w północno-zachodniej części kraju. Stolicą dystryktu jest Aileu, leżąca 47 km na południe od stolicy kraju Dili. Jest jednym z dwóch dystryktów, obok Ermera bez dostępu do morza. 
Graniczy z dystryktami: Dili od północy, Manatuto od wschodu, Manufahi od południowego wschodu, Ainaro od południa, Ermera od zachodu oraz Liquiçá od północnego zachodu.
Dystrykt Aileu jest podzielony na 4 poddystrykty: Aileu, Laulara, Lequidoe i Remexio.